# 한국의 아동문학
한국의 아동문학(韓國_兒童文學)은 1908년에 창간된 《소년》을 비롯하여 《붉은 저고리》·《아이들 보이》· 《새별》 등의 잡지가 동화나 동요를 다루기도 했으나, 한국 고유의 옛날 이야기가 아닌 외국의 동화를 다른 나라 말에서 옮겨온 2중 번역이 많았으며, 글도 한문투를 벗어나지 못했다. 그러던 중 1923년 3월 소파 방정환에 의해 창간된 《어린이》 잡지를 무대로 새로운 동요·동화가 싹트기 시작하였고, 1925년을 전후해 전례없는 동요의 황금시대가 열렸다. 방정환의 〈형제별〉, 윤극영의 〈반달〉, 한정동의 〈따오기〉, 이원수의 〈고향의 봄〉, 윤석중의 〈오뚜기〉, 유지영의 〈고드름〉, 서덕출의 〈봄편지〉 등은 딱딱한 창가의 굴레를 벗어던진 예술동요의 샛길을 터준 작품들이었다고 평가된다. 창작동화에 이르러서는 동요보다 늦은 시기에 마해송(馬海松)·고한승(高漢承)이 등장하였다.

## 같이 보기
- 아동문학
- 동요
- 동시
- 한국의 아동극